# Kepler-32 e
Kepler-32 e est une Super-Terre, orbitant autour d'une naine rouge située à environ 1 056 années-lumière (323,85 pc) de la Terre avec une magnitude apparente de 16,36.

## Caractéristiques physiques
L'exoplanète se distingue par sa masse faible de 0,013 MJ, son rayon compact de 0,13 RJ et sa température élevée de 652 K.

## Orbite
Elle orbite à 0,03  unités astronomiques de son étoile, une distance comparable à celle de Mercure dans le système solaire.

## Découverte
L'exoplanète a été découverte par la méthode du transit en 2012.

## Habitabilité
Les conditions d'habitabilité de cette exoplanète ne sont pas déterminées ou ne sont pas connues.